# 173-as busz (Budapest)
A budapesti 173-as jelzésű autóbusz a Kelenföld vasútállomás és a Törökbálint, Munkácsy Mihály utca között közlekedik. A viszonylatot a MÁV Személyszállítási Zrt. üzemelteti.

## Története
2015. augusztus 31-én a Budaörs és Törökbálint autóbusz-hálózatát átszervezték, Kelenföld vasútállomás és Törökbálint között 173-as jelzéssel új járat indult, mely Törökbálinton a 172-es busszal ellenkező irányban közlekedik.
2024. május 1-jétől Törökbálinton érinti az új Pannon út megállóhelyet is.

## Útvonala
| Törökbálint vasútállomás felé |
| Kelenföld vasútállomás M vá. – Koszorúslány utca – aluljáró – autópálya-bevezető – Budaörs, Garibaldi utca – Sport utcai csomópont – 8105. jelű út – Törökbálint, Raktárvárosi út – Kápolna utca – Sváb tér – Géza fejedelem utca – Bajcsy-Zsilinszky utca – Tó utca – Tó utca, körforgalom – Tó utca – Törökbálint vasútállomás mh. |
| Kelenföld vasútállomás felé |
| Törökbálint vasútállomás mh. – Tó utca – Bajor Gizi utca – Köztársaság tér – Blaha Lujza utca – Kazinczy Ferenc utca – Szent István utca – Munkácsy Mihály utca – Raktárvárosi út – 8105. jelű út – Budaörs, Sport utcai csomópont – Agip utca – autópálya-bevezető – Budapest, Koszorúslány utca – Kelenföld vasútállomás M vá.     |

## Megállóhelyei
| 0                                        | Kelenföld vasútállomás M végállomás | 43 | 1, 19, 49 8E, 40, 40B, 40E, 53, 58, 87, 87A, 88, 88A, 101B, 101E, 108E, 141, 150, 150B, 153, 154, 172, 187, 188, 188E, 250, 250B, 251, 251A, 251E, 272 689, 691, 710, 712, 715, 720, 722, 724, 725, 727, 731, 732, 734, 735, 736, 760, 762, 763, 764, 767, 770, 774, 775, 778, 779, 798, 799 S10 G10 S12 S30 G30 Z30 S34 S35 S36 S40 G40 Z40 S42 Z42 G43 G44 IC, EC, EN, sebesvonat, gyorsvonat, expresszvonat, |
| 2                                        | Sasadi út                           | 42 | 8E, 40, 40B, 40E, 53, 87, 87A, 88, 88A, 108E, 139, 140, 140A, 150, 150B, 153, 154, 172, 187, 188, 188E, 240, 272 764 1172, 1173, 1174, 1175, 1176, 1177, 1183, 1184, 1185, 1188, 1189, 1190, 1193, 1194, 1201, 1205, 1212, 1215, 1216, 1229, 1251, 1253, 1254, 1257, 1268 |
| Budapest–Budaörs közigazgatási határa    |                                     |    | |
| 7                                        | Budaörs, benzinkút                  | 36 | 172, 288 724, 732, 734, 735, 736, 760, 762 |
| Budaörs–Törökbálint közigazgatási határa |                                     |    | |
| 9                                        | Méhecske utca                       | 34 | 140, 140B, 172 755 |
| 11                                       | Raktárváros                         | 32 | 140, 140B, 172, 286 755 |
| 12                                       | Pannon út                           | 31 | 140, 140B, 172 755 |
| 13                                       | Tükörhegy                           | 30 | 140, 140B, 172, 286 755 |
| 15                                       | Nyár utca                           | ∫  | 88, 88A, 172, 283, 286 755 |
| 16                                       | Deák Ferenc utca                    | ∫  | 88, 88A, 172, 272 |
| 17                                       | Jókai Mór utca                      | ∫  | 88, 88A, 172, 272 |
| 18                                       | Vasút utca                          | ∫  | 88, 88A, 172, 272 |
| 20                                       | Törökbálint vasútállomás            | ∫  | 88, 88A, 172, 272 756 S10 S12 |
| 21                                       | Kerekdomb utca                      | ∫  | 88, 88A, 172 |
| 21                                       | Köztársaság tér                     | ∫  | 88, 88A, 172 756 |
| 22                                       | Idősek otthona                      | ∫  | 88, 88A, 172 756 |
| 23                                       | Katona József utca                  | ∫  | 88, 88A |
| 24                                       | Zrínyi utca                         | ∫  | 88, 88A |
| 25                                       | Harangláb                           | ∫  | 88, 88A, 140, 140B, 172, 272 755 |
| ∫                                        | Bartók Béla utca                    | 28 | 88, 88A, 140, 140B, 172, 272 755 |
| 27                                       | Munkácsy Mihály utca (hősi emlékmű) | 27 | 88, 88A, 140, 140B, 172, 272 755 |